# Arcosanti
Arcosanti est un prototype de ville utopique créé par l'architecte italien Paolo Soleri.
Le projet met en application le principe de l'arcologie : ce concept d'urbanisme associant architecture et écologie a été inventé par l'architecte en réaction à l'étalement urbain. Les premières pierres sont posées en 1970  à 110 km au nord de Phoenix (État de l'Arizona, États-Unis), Paolo Soleri a imaginé une ville verticale, autosuffisante et respectueuse de l'environnement, combinant habitat, énergie, transport et infrastructures.
Arcosanti, construit principalement par des volontaires bénévoles et étudiants, ne comporte que quelques bâtiments, édifiés dans les années 1980 et 1990. Faute de moyens, l'agglomération qui est habitée par une centaine de personnes, est devenue un musée et un centre de formation consacré aux utopies de son fondateur.

## Contexte

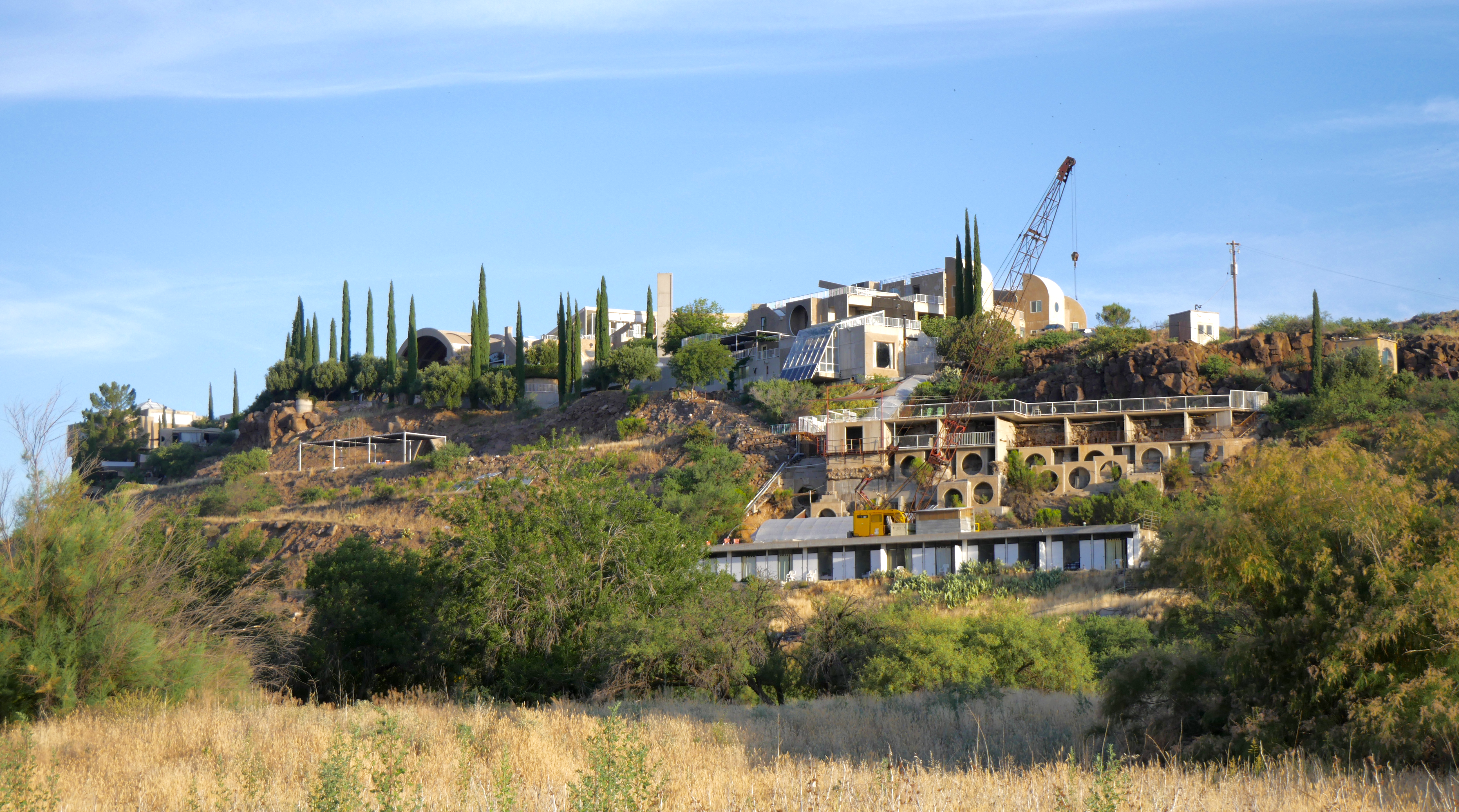
Vue d'ensemble d'Arcosanti (2017).

À l'époque où le projet Arcosanti est lancé au début des années 1970, la société de consommation est en plein essor portée par la croissance économique des pays occidentaux.
Aux Etats-Unis, cette croissance entraîne une explosion du parc automobile qui se traduit par l'extension des banlieues et un étalement urbain. Peu de spécialistes s'inquiètent de la dégradation de l'environnement générée par cette évolution, et de  la capacité de notre planète à supporter la consommation croissante des ressources naturelles.
Le document du Club de Rome « Halte à la croissance », publié en 1972, est le premier rapport d'experts ayant bénéficié d'une forte audience et préconisant une croissance compatible avec les ressources naturelles limitées.

## Paolo Soleri

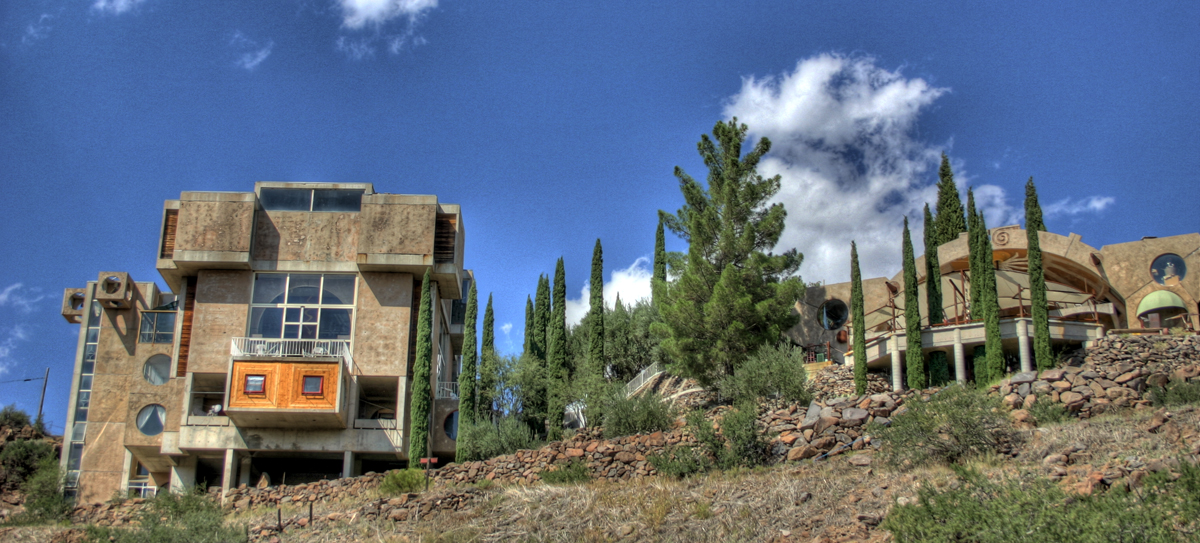
Partie occidentale.

Paolo Soleri est un architecte italien diplômé en 1946 de l'École polytechnique de Turin. Il part en 1947 aux États-Unis  où il  effectue un stage dans le cabinet du grand architecte Frank Lloyd Wright, à Taliesin West en Arizona. Cette expérience aura une influence profonde sur ses travaux ultérieurs.
Soleri retourne en Italie entre 1950 et 1955, où il dessine une usine qui lui permet d'acquérir une bonne connaissance du processus de fabrication de la céramique. Cette maîtrise sera utilisée ultérieurement  pour développer à Arcosanti la fabrication de cloches (Soleri Wind Bells), qui serviront à financer en partie ce projet.
À son retour aux Etats-Unis en 1955, il travaille principalement sur des projets d'habitations et de ponts. En parallèle, il mène des recherches sur un urbanisme écologique qu'il baptise Arcologie et dont il présente une première esquisse dans une exposition qui se tient au musée d'art moderne de New York en 1961.
Il poursuit ses recherches et expose sa philosophie dans l'ouvrage The City in the Image of Man publié en 1969. Il achète cette année-là un vaste terrain dans le désert de l'Arizona dans le but d'expérimenter son utopie en créant un village de 5000 habitants baptisé Arcosanti. En 1970, il réalise une exposition pour présenter au grand public sa conception de la ville idéale qui a un grand retentissement. La maquette de l'Arcosanti montre des bâtiments de plusieurs centaines d'étages aux formes complexes et imbriquées qui illustrent sa volonté de lutter contre l'étalement urbain et de rapprocher toutes les fonctions assurées par une ville. Il crée l'association Cosanti (mot venant de la fusion de cosa [chose] et de anti) pour diffuser ses idées et former des étudiants. La construction d'Arcosanti débute en 1970.
En 1976, puis en 1989, il présente l'avancement de son projet dans plusieurs expositions très suivies. À compter de la fin des années 1980, bien qu'il ait continué à travailler sur son projet, Arcosanti évolue peu.
Paolo Soleri décède le 3 avril 2013.

## Évolution du concept
La construction d'Arcosanti débute en 1970 avec l'aide de bénévoles et d'étudiants. Le projet s'appuie sur une structure communautaire dirigée par Paolo Soleri. Les bâtiments sont construits  avec des matériaux trouvés sur place. Les principes architecturaux de l'Arcologie sont appliqués : « Les bâtiments et le vivant interagissent ici comme des organes le feraient chez un être vivant hautement évolué. De nombreux systèmes fonctionnent de concert avec la circulation efficace des personnes et des ressources, les bâtiments multi-usages et l'orientation solaire qui fournit l'éclairage, le chauffage et le refroidissement des habitations. ».
Arcosanti est un site expérimental et les principes architecturaux évoluent au fur et à mesure de sa construction pour tester de nouvelles idées.
L'objectif de peuplement initial se situait entre 3 000 et 5 000 habitants. La population actuelle varie généralement entre 70 et 120. Elle est limitée par le nombre d'habitations disponibles qui n'évolue plus depuis la fin des années 1980. Cette population fluctue en fonction du nombre d'étudiants et de travailleurs internes du moment.

## Description

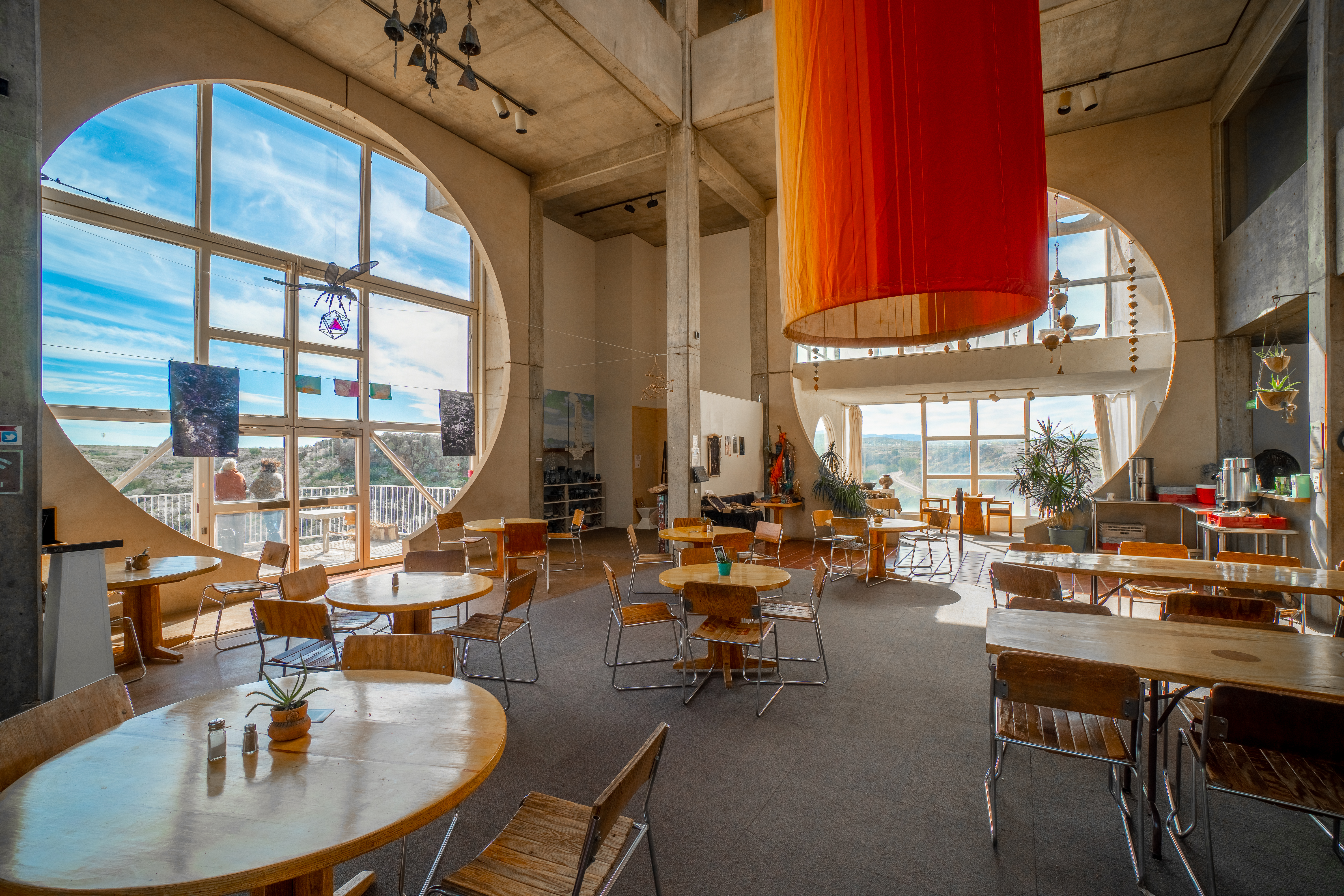
Le café dans le bâtiment Crafts III.

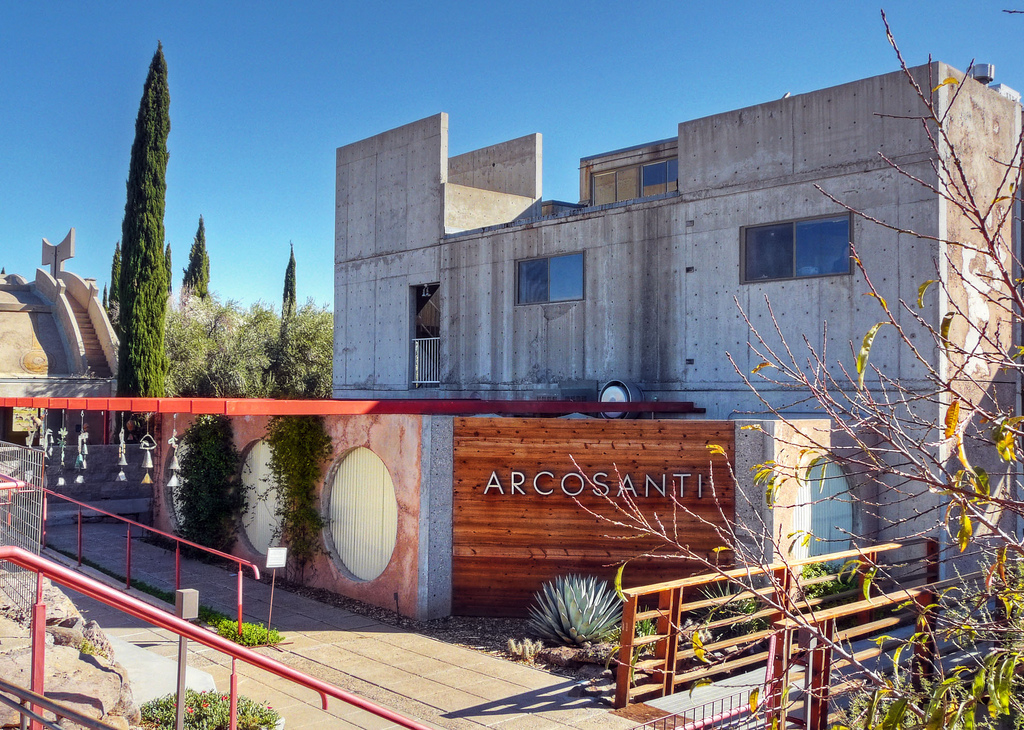
Le bâtiment Crafts III.

### Site
Arcosanti se situe dans le désert de l'Arizona près de la localité de Mayer. Cette petite agglomération est bâtie sur seulement 10 ha des 1 643 ha de nature que présente le site, gardant ainsi ses habitants tout près des paysages naturels.

### Bâtiments
Les bâtiments d'Arcosanti ont tous été construits avant 1990. Par la suite, Soleri, qui avait l'habitude de participer directement à la construction de ses réalisations, n'a plus disposé de suffisamment de temps à consacrer à ce projet. Ces bâtiments sont  :
- Crafts III (construit entre 1972 et 1977) sert de centre d'accueil pour les visiteurs. Il comprend également des magasins et des logements en application de la vision de Soleri. La climatisation du bâtiment est réalisée de manière passive à l'aide de dispositifs architecturaux (système de ventilation, grande baie).
- Ceramics Apse (1971-1973) un bâtiment en forme  d'abside (un demi dôme) en béton qui a été coulé en utilisant un moule en terre. Sa forme permet de capter le maximum de lumière en hiver et le minimum en été. On y fabrique des carillons éoliens (Wind Bell), une des sources de revenus du projet.
- Foundry Apse (1972-1974) est une extension du bâtiment précédent qui reprend les mêmes principes architecturaux et qui est également consacré à la fabrication des carillons éoliens. A l'arrière de l'abside, se trouvent des logements sur deux étages. La chaleur dégagée par les fours ainsi que l'énergie solaire passive est utilisée pour le chauffage des logements. Ceux-ci ont des fenêtres qui donnent sur l'extérieur mais également sur l'intérieur de l'abside en application des principes de Soleri.
- East & West Housing (1972-1974) est un bâtiment d'habitation en béton coulé sur place ou préfabriqué. Le bâtiment est une illustration des principes architecturaux de Paolo Soleri avec l'utilisation de l'effet de serre pour le chauffage et un espace commun de qualité.
- Vaults (1971-1975) sont constituées de deux voûtes en berceau non jointives et ouvertes à leurs extrémités qui sont utilisées pour l'organisation d'ateliers, de réunions, etc. Leur partie inférieure est réalisée en béton coulé tandis que leur partie supérieure est formée de panneaux de béton préfabriqués. Des pièces sont accolées de part et d'autre sur le côté est pour le stockage et l'atelier paysagiste et sur le côté ouest pour les activités commerciales. Le sommet de la voûte sert de belvédère.
- Lab Building (1975-1977) est un bâtiment occupé par différents ateliers (travail du bois, peinture, soudure, etc.). L'ensemble comprend des chambres à l'étage, un hall de stockage et un hall qui sert de cuisine et de cantine.
- East Crescent (1971-1975) est un ensemble en forme d’amphithéâtre comprenant plusieurs bâtiments :
  - Soixante unités d'habitation disposées en arc de cercle sur plusieurs étages autour d'un amphithéâtre. A l'arrière se trouvent des terrasses et des cours tandis que l'entrée donne sur l’amphithéâtre censé servir de place du marché,
  - Colly Soleri Music Center (1980-1981) est un bâtiment occupé par un centre de musique construit au centre de l’amphithéâtre.
  - Colly Soleri Amphitheater achevé en 1989 est un amphithéâtre extérieur qui peut accueillir 500 personnes. On y joue durant l'été des concerts. Il s'y déroule également des événements privés, des activités culturelles. C'est le cœur de l'activité de l'arcologie en application des concepts de Soleri.
  - Soleri Office Drafting Unit ("S.O.D") est une des unités d'habitation sur trois étages  qui comprend  l'ancienne résidence de Paolo Soleri, le bureau d'études et des chambres d'hôtes.
  - Sky Suite achevé en 1985 est une suite  destinée aux invités de marque désireux de passer la nuit sur place. Elle  est située au point culminant du complexe East Crescent. Elle comprend un belvédère qui permet d'avoir une vue d'ensemble de la petite cité et de son environnement.
- une piscine publique (1973-1978) dominant la vallée dans laquelle coule l'Agua Fria.
- Greenhouse Guest Room est un ensemble de chambres d'hôtes (12 à terme) intégré à la zone de production d'énergie (Energy Apron) qui regroupe des serres pour la production agricole et des panneaux photovoltaïques. Il est prévu qu'elle permette à Arcosanti d'être autosuffisant en énergie et nourriture.

## Galerie

Bâtiments d'Arcosanti
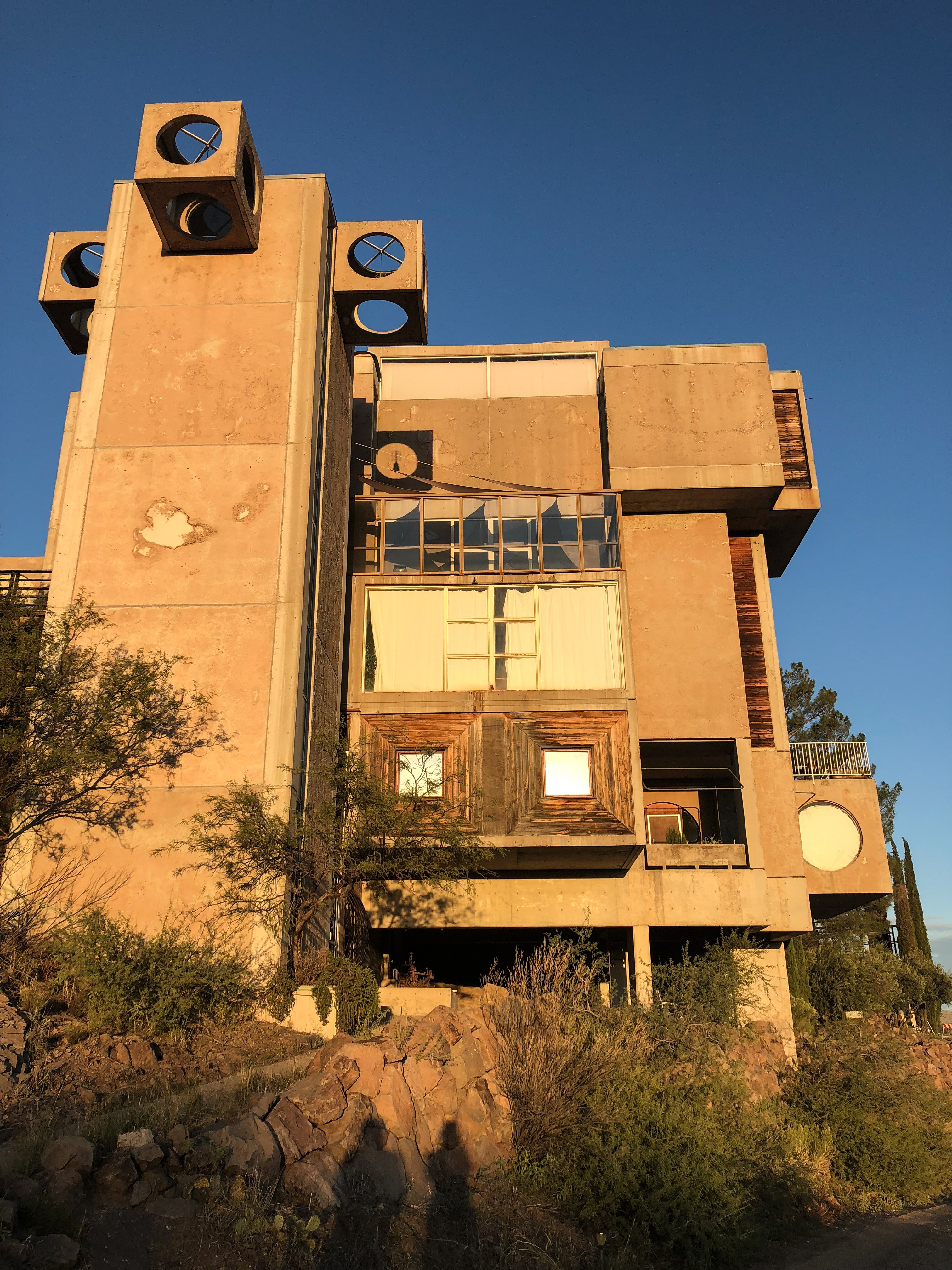
Crafts 3.
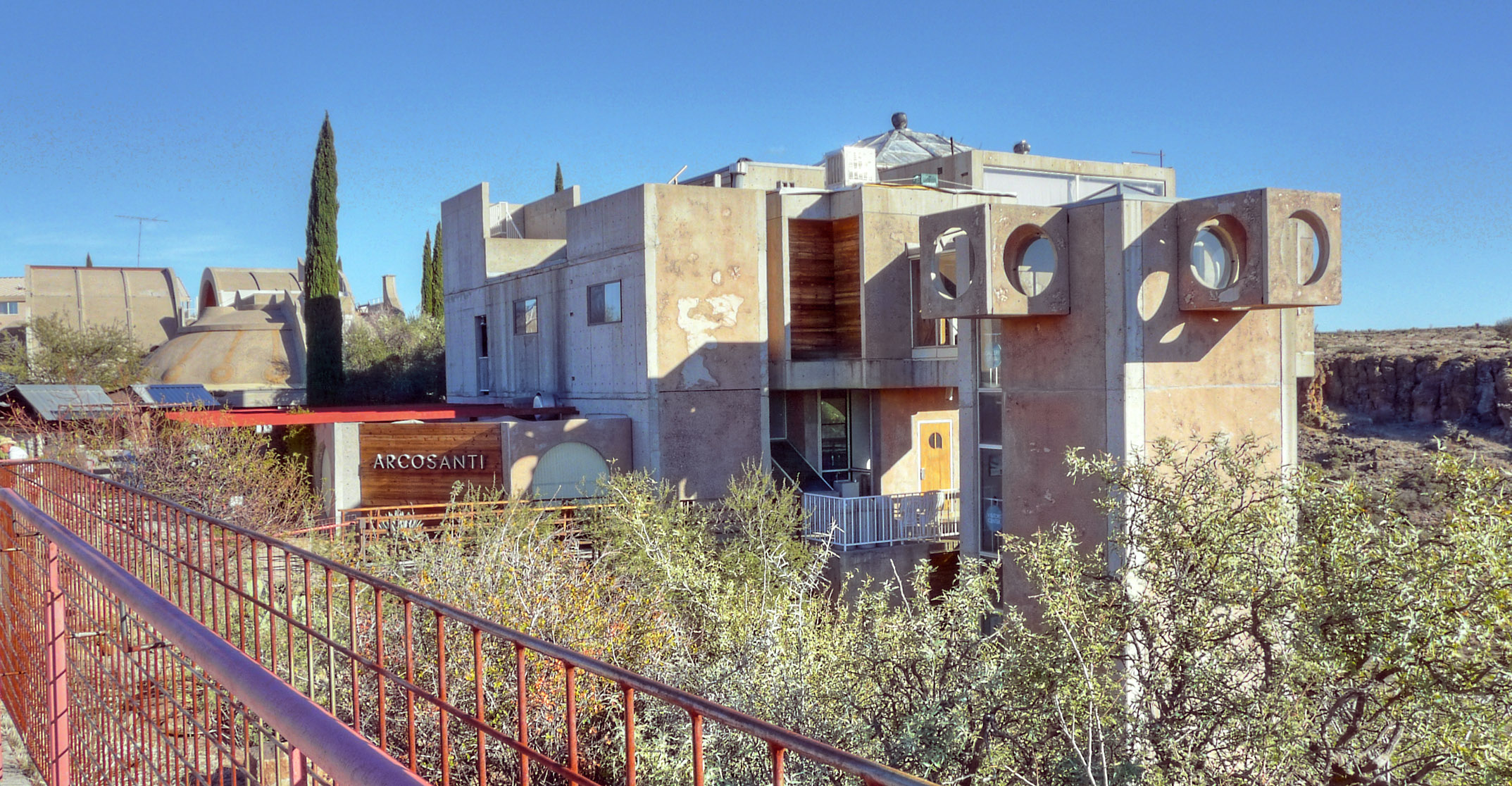
Crafts 3.
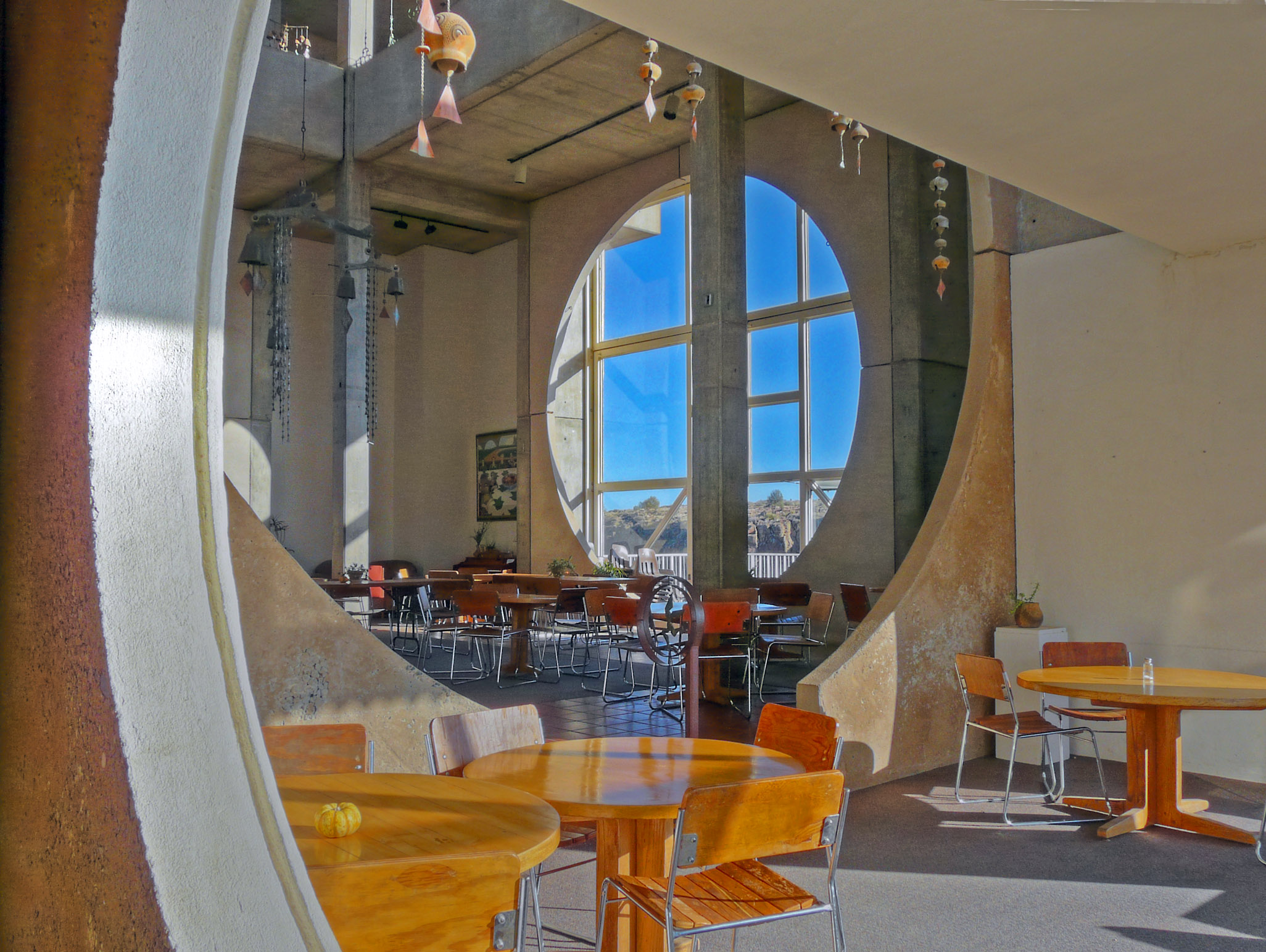
Crafts 3.
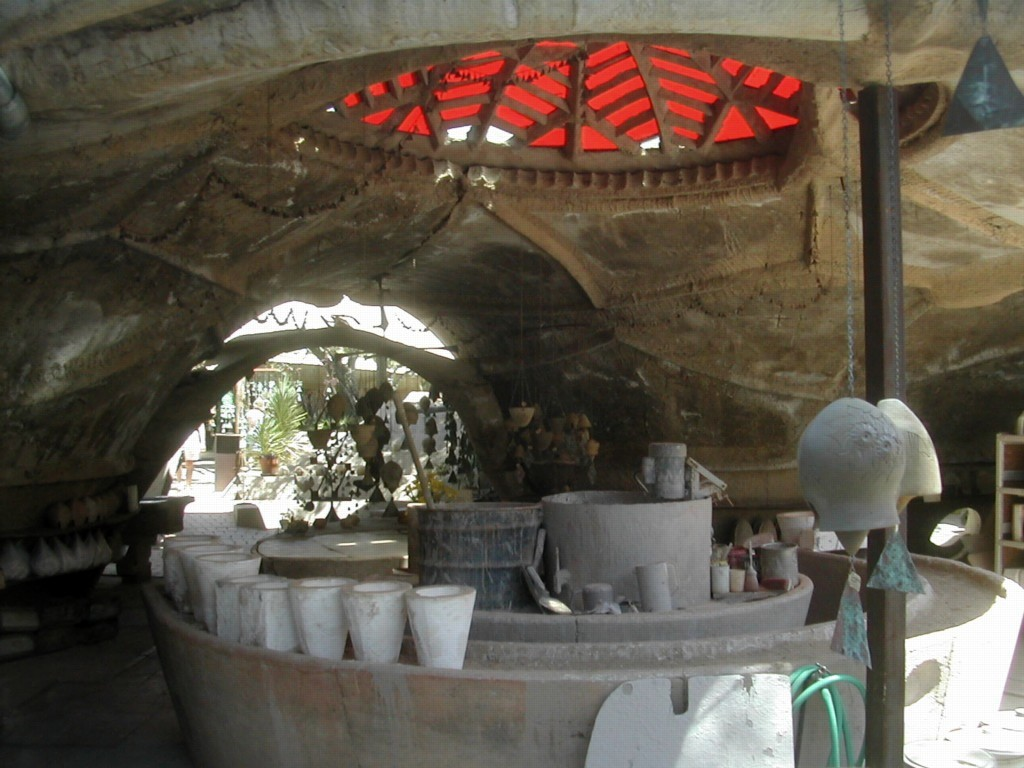
Ceramics Apse.
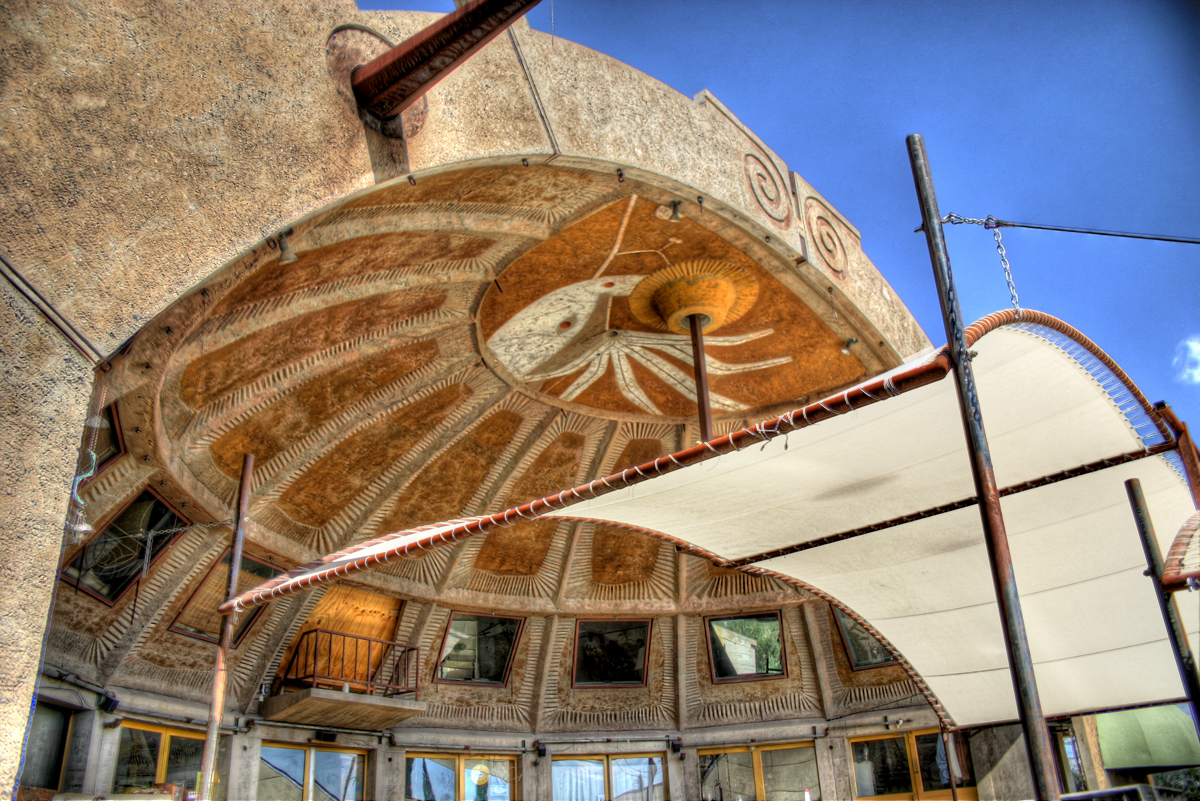
Foundry Apse.
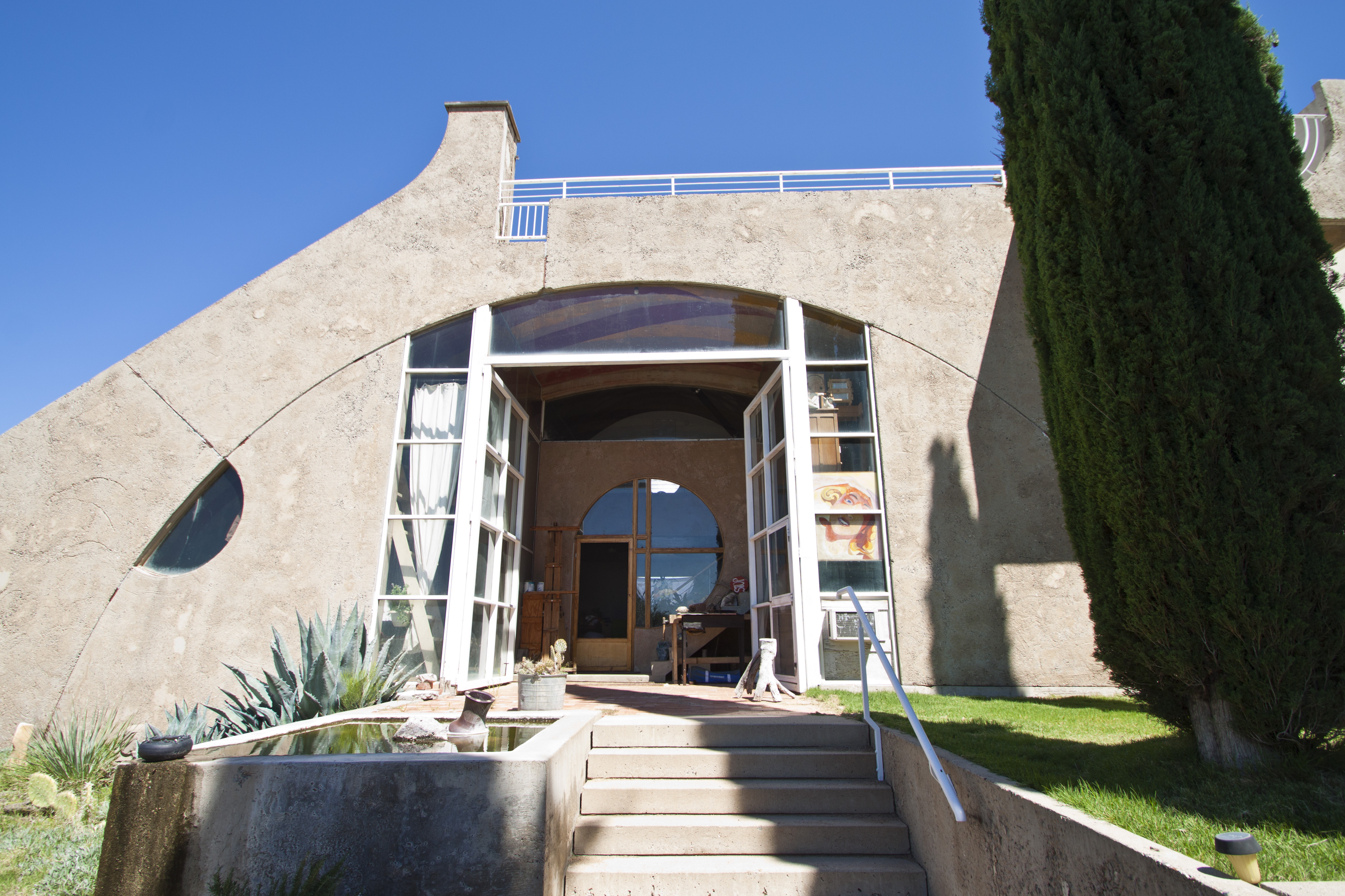
Entrée de l'East & West Housing.
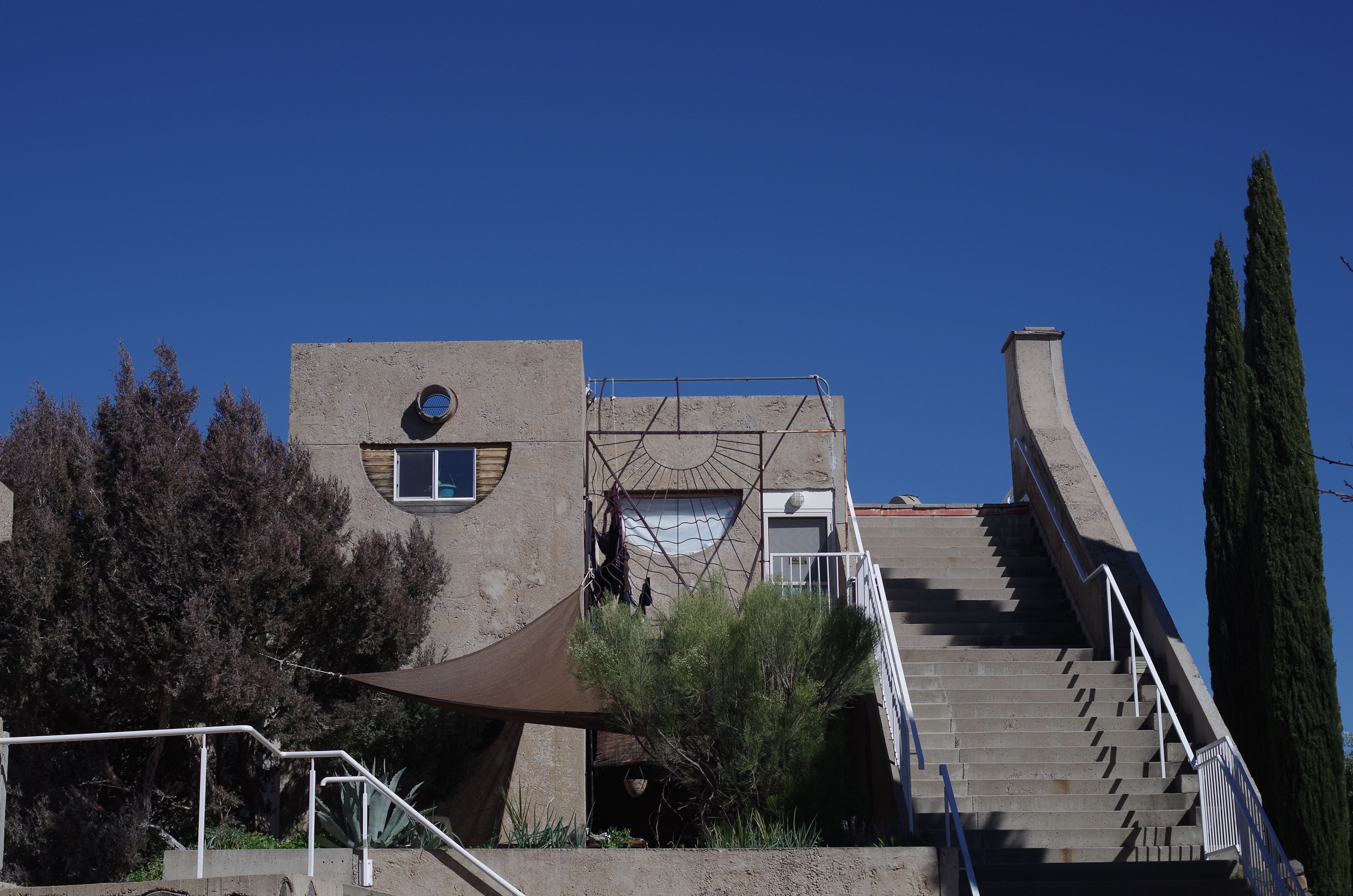
West Housing.
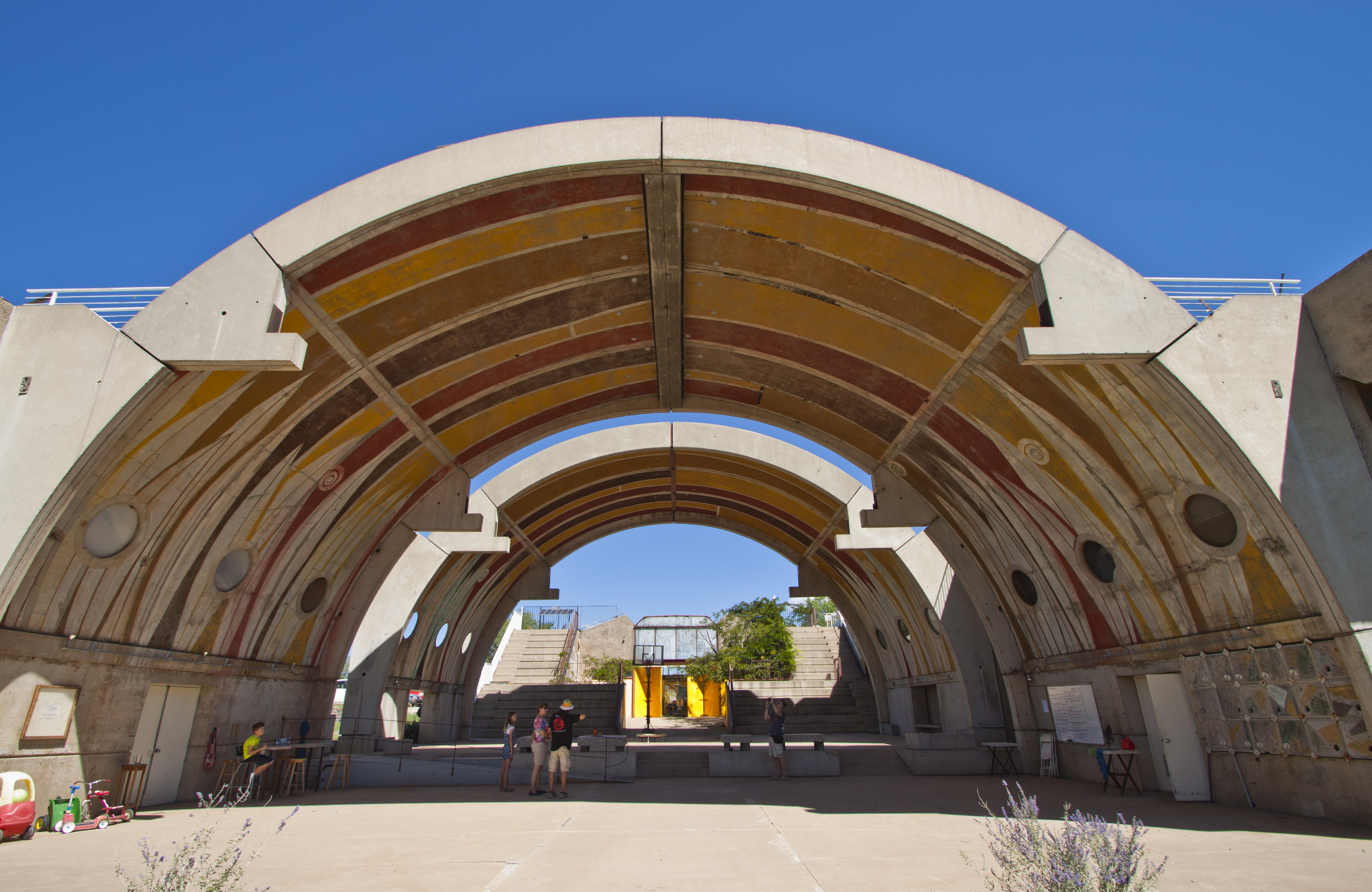
Vaults.
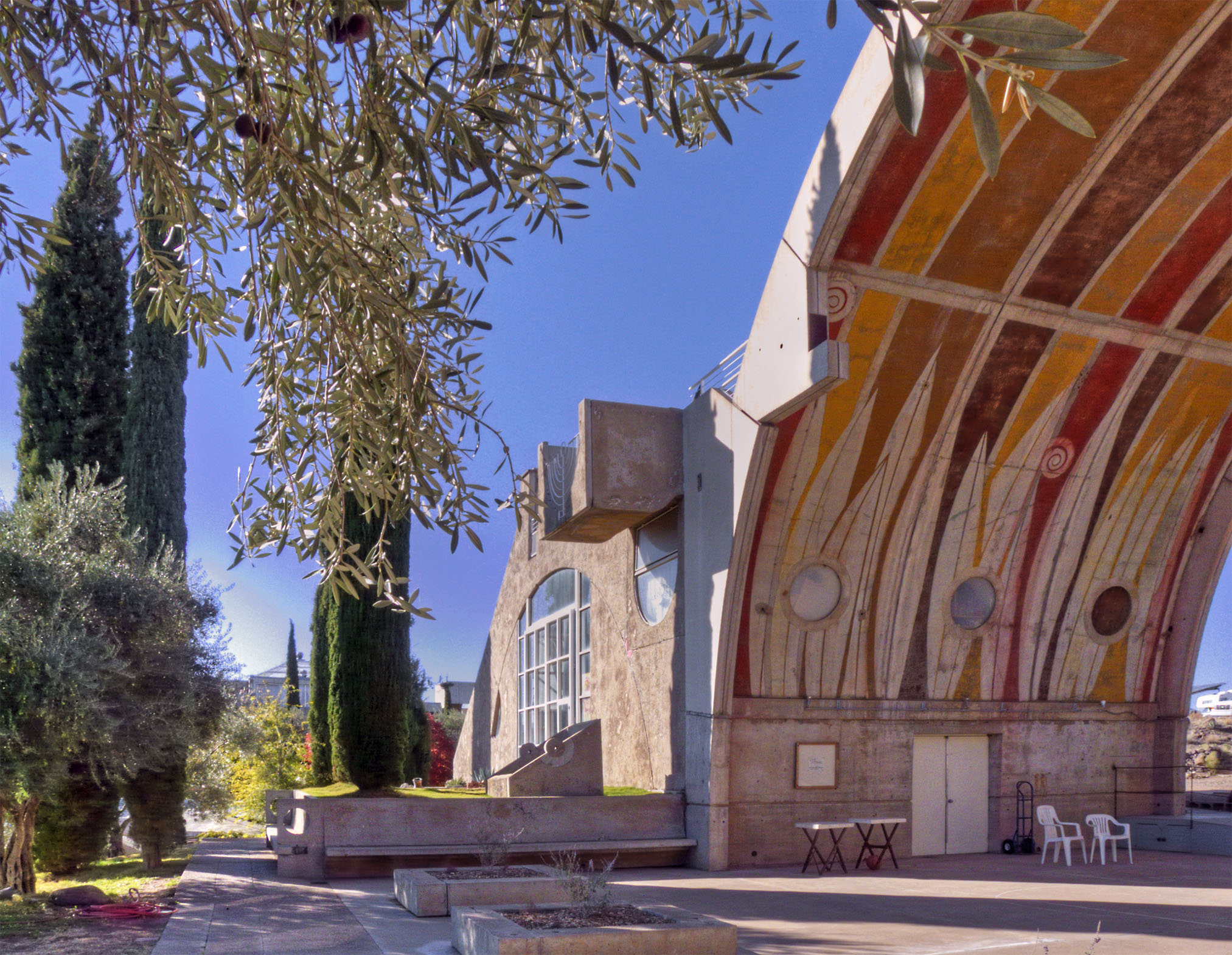
Vaults.
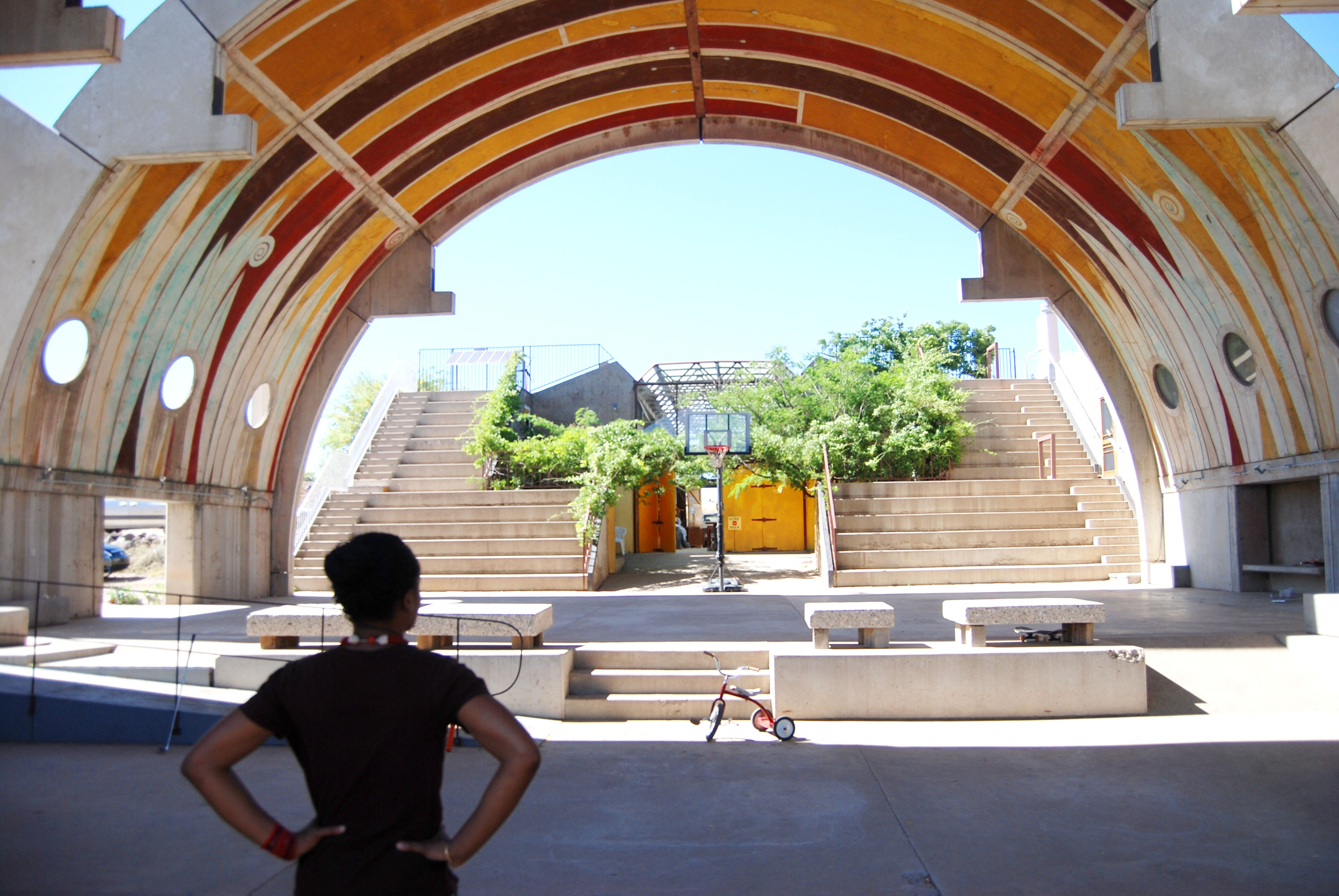
Vaults avec au fond l'entrée du Lab building.
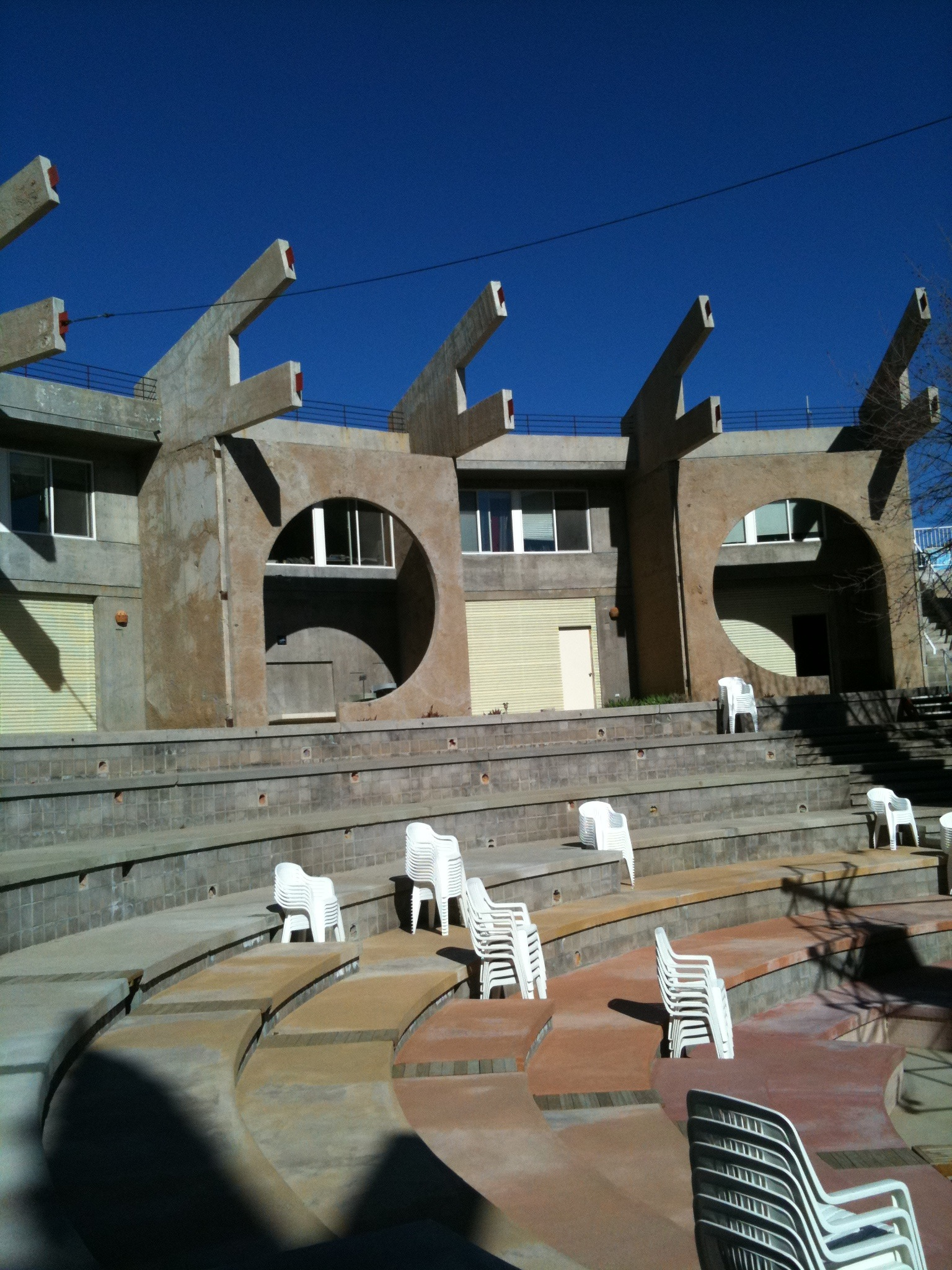
Unités d'habitation et amphithéâtre.
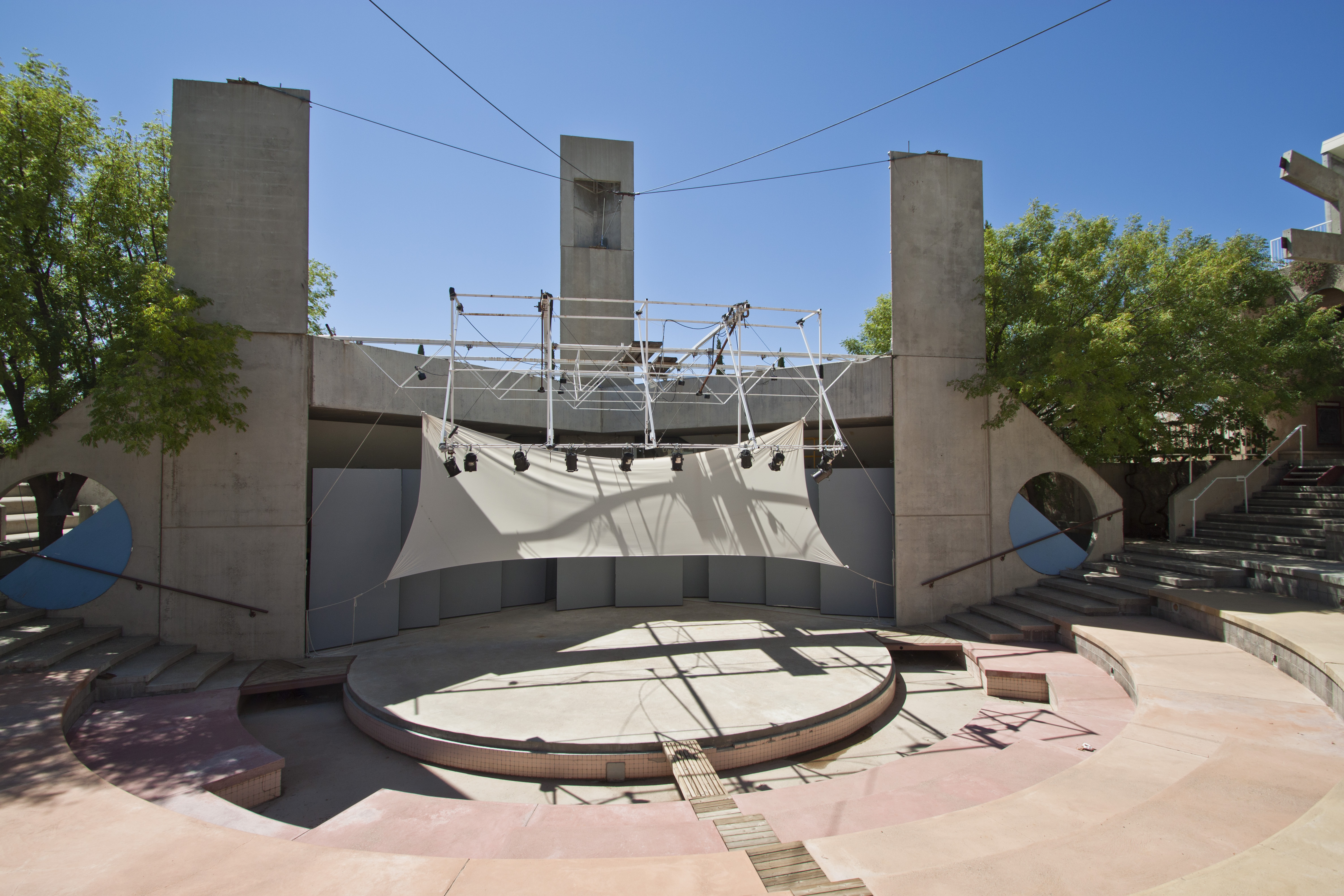
L’amphithéâtre.
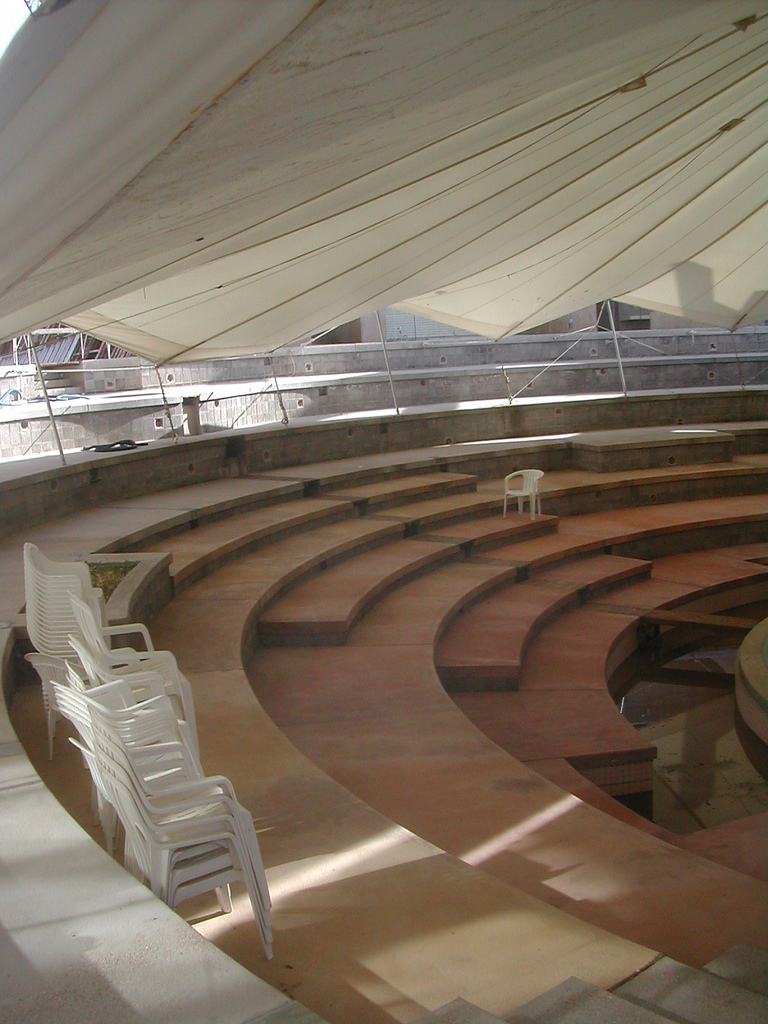
Théâtre.
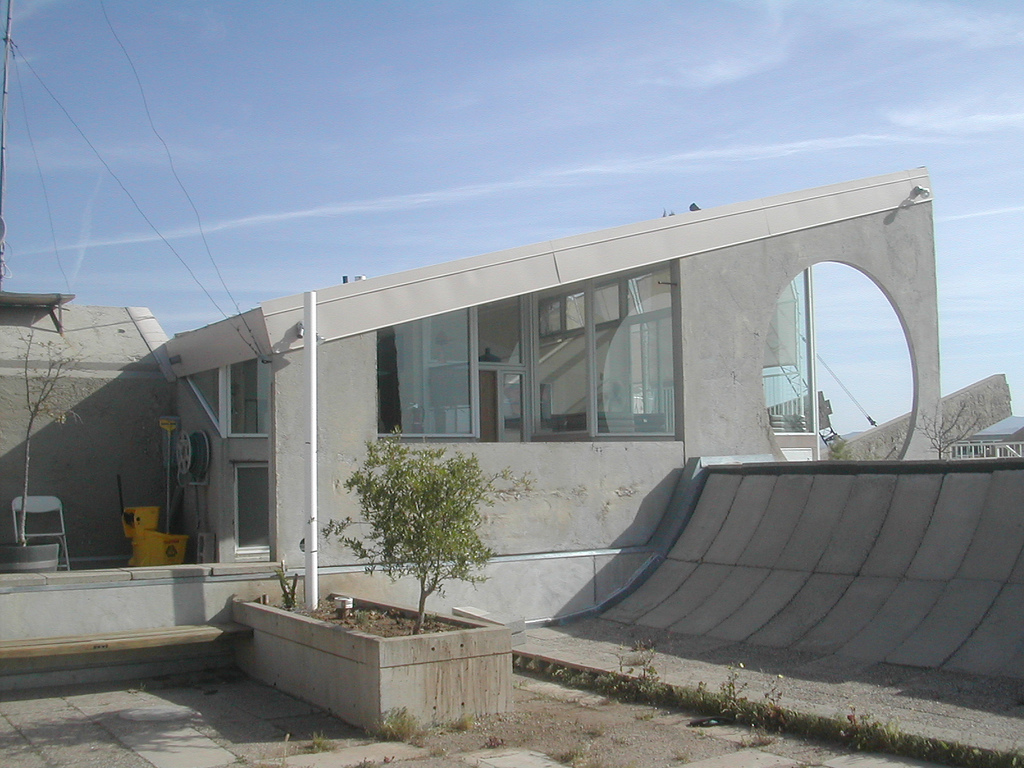
Sky Suite.
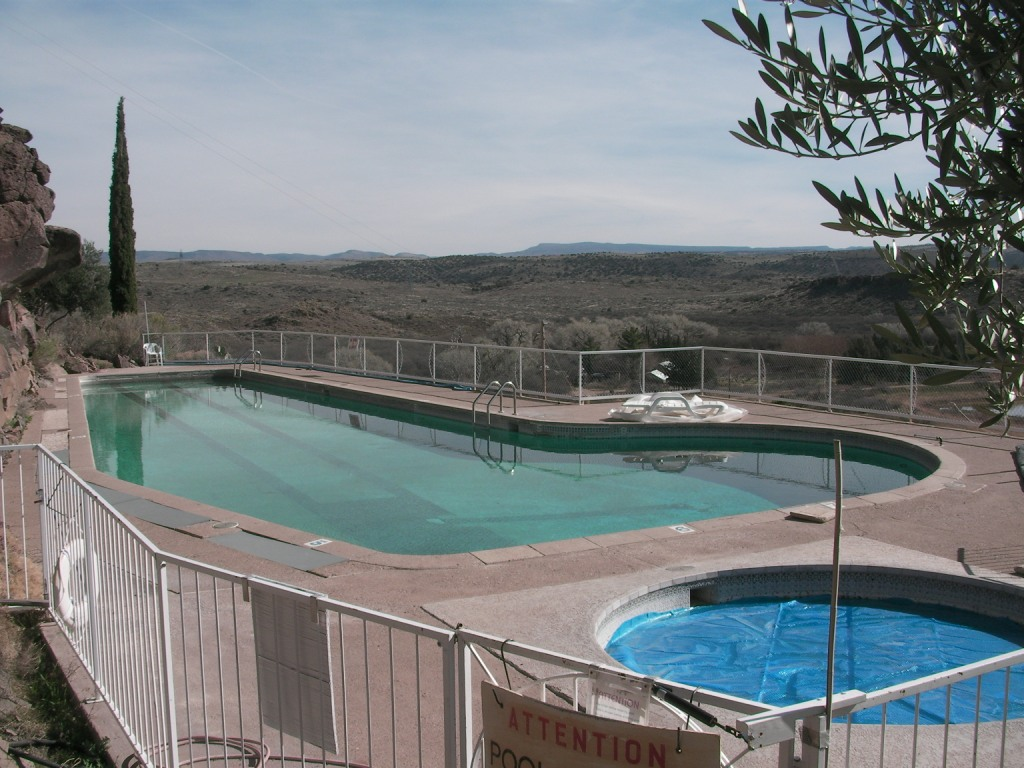
La piscine.

### Filmographie
- Arcosanti, ville du futur ?, film documentaire de Stéphane Groussard, France, 2009, 55'
- La Mort des trois soleils (Nightfall, 1988), film américain de Paul Mayersberg, d'après la nouvelle de science fiction Quand les ténèbres viendront (Nightfall, 1941) d'Isaac Asimov, dont le tournage y a lieu.